# Мачуговский, Николай Иванович
Николай Иванович Мачуговский (9 ноября 1865 — 16 августа 1914) — генерал-майор Российской императорской армии. В 1913—1914 годах являлся начальником штаба 15-го армейского корпуса. Участник Первой мировой войны, погиб в результате обстрела близ деревни Бартошкен.

## Биография
Николай Иванович Мачуговский родился 9 ноября 1865 года. По вероисповеданию был православным. В 1884 году окончил Орловский Бахтина кадетский корпус, после чего 1 сентября 1884 года поступил на службу в Российскую императорскую армию. Военное образование получил во 2-м военном Константиновском училище, из которого был выпущен в 1886 году в лейб-гвардии Волынский полк в чине подпоручика со старшинством с 11 августа 1886 года. В чин поручика был произведён со старшинством с 11 августа 1890 года.
В 1892 году окончил Николаевскую академию Генерального штаба по 1-му разряду. Был произведён в штабс-капитаны гвардии с переименованием в капитаны Главного штаба со старшинством с 6 мая 1892 года. Состоял при Одесском военном округе. С 26 ноября 1892 года по 25 марта 1896 года занимал должность старшего адъютанта штаба 7-й кавалерийской дивизии, во время нахождения на должности, с 13 октября 1894 года по 31 октября 1895 года, отбывал цензовое командование в должности командира ротой в 40-м пехотном Колыванском полку. С 25 марта 1896 года по 16 января 1898 года был старшим адъютантом штаба 7-й пехотной дивизии. Занимал должность начальника Зегржской крепости, с 16 января 1898 года по 30 сентября 1900 года. В чин подполковника был произведён со старшинством с 5 апреля 1898 года. С 30 сентября 1900 года по 27 марта 1904 года занимал должность старшего адъютанта штаба Варшавского военного округа, во время пребывания в должности, в мае—сентябре 1902 года, отбывал цензовое командование в должности командира батальона в 1-м Варшавском крепостном пехотном полку. В 1902 году «за отличие» был произведён в полковники со старшинством с 14 апреля 1902 года. С 27 марта 1903 года по 12 ноября 1904 года занимал должность начальника штаба 3-й гвардейской пехотной дивизии, затем до 9 июля 1910 года командовал 8-м пехотным Эстляндским полком. В 1908 году был произведён в генерал-майоры со старшинством с 9 марта 1908 года. 9 июля 1910 года по 28 января 1914 года был начальником штаба 11-го армейского корпуса. 29 января 1914 года был назначен начальником штаба 15-го армейского корпуса. На этой должности находился вплоть до своей гибели.
Участвовал в Первой мировой войне, в августе 1914 года принимал участие в Восточно-Прусской операции. 15 августа обнаружилось, что центральные корпуса 2-й армии, в том числе и 15-й армейский корпус, попали в окружение прусской армии. По приказу командующего 2-й армией генерала от кавалерии Александра Самсонова штаб 15-го армейского корпуса должен был организовать оборону Нейденбурга, но к тому моменту прусская армия уже захватила город. Генерал-майор Мачуговский погиб 16 августа 1914 года во время обстрела корпуса. 14 ноября того же года был исключён из списков.
По состоянию на 1911 год состоял в браке и имел четверых детей.

## Награды
Николай Иванович Мачуговский был удостоен следующих наград:
- Орден Святого Владимира 3-й степени (3 августа 1911);
- Орден Святого Владимира 4-й степени (1906);
- Орден Святой Анны 3-й степени (1898);
- Орден Святого Станислава 2-й степени (1904);
- Орден Святого Станислава 3-й степени (1894).